# ووسون

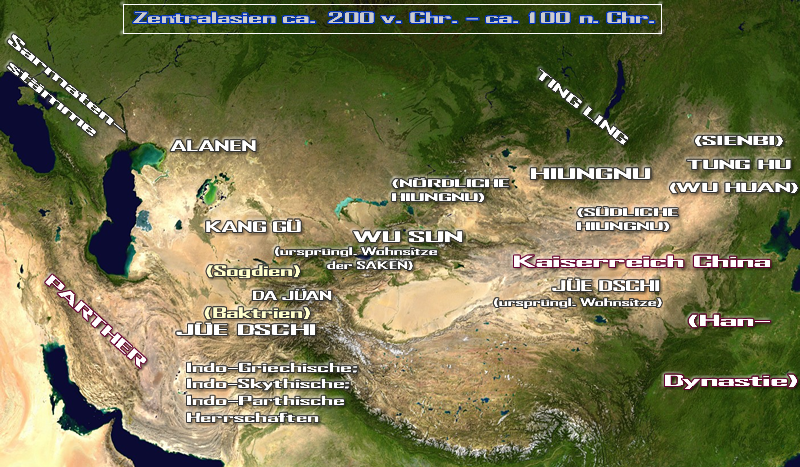
ووسون‌ها و همسایگانشان در پایان سدهٔ دوم پیش از میلاد

ووسون(به چینی: 烏孫، به معنای فرزندان کلاغ) مردمانی کوچ‌نشین هندوآریایی بودند بودند که در آغاز در شمال باختری چین و در کنار یوئه‌چی‌ها می‌زیستند ولی در پیرامون ۱۷۶ پیش از میلاد به کرانهٔ رود ایلی کوچیدند. آنها پنج سده در آنجا زیستند. واپسین باری که در منابع چینی از ووسون‌ها یاد می‌شود به سال ۴۳۶ میلادی بازمی‌گردد که چینیان فرستاده‌ای را به نزد ایشان فرستاده‌اند.

## تاریخچه
آنان در آغاز در کنار یوئه‌چی‌ها می‌زیستند. سپس امپراتوری شیونگنو آنان را به باختر راند. اینچنین یوئه‌چی‌ها هم ووسونگان را به پس راندند که بر اثر این درگیری شاه ووسونگ ناندومی هم جانش را از دست داد. فرزند خردسال او را رهاکردند. ولی معجزه‌ای رخ داد و گرگی ماده بدو شیر داد و کلاغ‌ها بدو خوراک دادند. چانیو پادشاه شیونگنو او را به فرزندی پذیرفت. هنگامی که او بالنده شد چانیو بدو فرماندهی باختر را داد و او به یوئه‌چیان تاخت تا انتقام گیرد. یوئه‌چی به فرغانه گریختند و سرانجام در بلخ جاگیرشدند. ووسون هم که در تعقیب اینان بودند سرانجام در دره ایلی جاگیر شدند و مرزهای خود را گسترش دادند و از شیونگنو هم مستقل گشتند. شمار ایشان را ۶۳۰ هزار تن نوشته‌اند که ۱۸۸هزارشان زره‌پوش و رزمجو بودند و از این رو نیروی بزرگی در آسیای میانه شمرده‌می‌شدند.
در آینده هنگامی که امپراتوری هان به نبرد با شیونگنو پرداخت ووسون‌ها در برابر فشار این امپراتوری سر به دشمنی با شیونگنو برداشتند. این همپیمانی با امپراتوری هان که با پیمان‌های زناشویی سیاسی هم انجامید برای ووسون‌ها گزینش خوبی بود. با عقب‌نشینی این امپراتوری از آسیای میانه گزارش‌ها هم از سرنوشت ووسون‌ها کمتر دیده می‌شود. می‌نماید که آنها در سدهٔ پنجم پس از میلاد زیر فشار دولت روران به کوه‌های پامیر رفته‌باشند. در سدهٔ ششم میهن پیشین ووسون‌ها بخشی از سرزمین‌های دولت گوک‌ترک گردید. از این پس نامی از ایشان در تاریخ نیست.

## ویژگی‌ها
کاوش‌ها باستان‌شناسان چینی و بررسی استخوان‌هایی که می‌نماید از آن ووسون‌ها باشد نشان داده‌است که آنها کوتاه‌سر و اروپایی‌سان بوده‌اند. زنان ووسون را در منابع دودمان هان باختری چنین وصف کرده‌اند:«زشت با پوستی تیره و گودی چشمی ژرف». در منابع پسین چینی نیز با واژه‌هایی خوارکننده آنها را دارای چشمانی آبی یا سبز با ریش یا مویی سرخ و مانند بوزینه وصف کرده‌اند.
دختر یک شاهزاده‌ٔ دودمان هان که میان سال‌ها ۱۱۰ تا ۱۰۵ پیش از میلاد به نزد پادشاه ووسون که لقبش کونمو یا کونمی بوده فرستاده شده‌است چنین از ایشان یادکرده که آنها در چادر میزیستند و گوشت خام می‌خوردند و شیر ترش مادیان را می‌نوشیدند.
آنها در برخورد با همسایگانشان سیاست خوبی داشتند. با چینیان همپیمان شدند و پیروزی بزرگی را بر شیونگنو به دست آوردند. آنها چینیان را به عنوان قدرت برتر پذیرفته بودند و پیرو آنها ماندند.